# 宇摩
宇摩（うま）は、愛媛県の東部の地域の名。かつての宇摩郡域にあたり、四国中央市および新居浜市の一部（旧別子山村域）に相当する。四国のほぼ中央に位置し、徳島県、香川県、高知県と接している。
また、郡名として宇摩郡が存在したが、2004年（平成16年）4月1日に川之江市、伊予三島市と宇摩郡土居町、新宮村が合併して四国中央市が成立したことで宇摩郡に属する町村がなくなり、行政区画上「宇摩」の名は消滅した。ただし、地域名としての「宇摩」そのものは、合併、宇摩郡消滅後も、当地をエリアとする民主商工会、農業協同組合（市町村合併に先立っての広域合併により一市一農協となった）の名等に残っている。（ただし「JAうま」と愛称は「うま」）

## 地理
四国山地の支脈の一つである法皇山脈が平地部の南の背後に屏風のように東西にそびえ、山脈の南に位置する地域は「嶺南」と呼ばれる。

## 歴史
宇摩は、歴史的にも古くからあった名称で、古文書によると、709年（和銅2年）の「河内国古市郡西林寺事」に「伊予国宇麻郡常里」とあるのが郡としての名の初見とされる。また、『和名抄』に「宇摩郡」とあり、5郷が記されている。また、宇麻とも異記されている。このように古くは「宇麻」としていたようであるが、『和名抄』の「宇摩」を今日まで継承している。

## 市名をめぐる議論
合併にともなう新市の名称として「宇摩市」も候補に挙げられていたが、合併協議会における投票の結果、採用は見送られた。後述のように歴史的にも由緒あり、また少なくとも愛媛県内では一般に広く馴染んでいる地名であるものの、「全国的には正しく読み、また書いてもらえないのではないか」と懸念する意見が優勢となり、結局、「四国中央市」となった。なお、四国中央市の名称は宇摩地域が地理的に四国のほぼ中央に位置するということに由来する。